# Липман, Киров
Ки́ров Ли́пман (латыш. Kirovs Lipmans, род. 1940) — латвийский предприниматель, владелец фармацевтической компании «Гриндекс» и многолетний президент Федерации хоккея Латвии (1998—2016).

## Биография
Родился в Лиепае в семье военнослужащего в 1940 году. Имя Киров родители дали ему в знак уважения к болгарину, спасшему жизнь прадеда Кирова. 26 июня 1941 года отец отправил свою жену с новорожденным сыном в эвакуацию, что спасло им жизнь, поскольку еврейское население Латвии было почти полностью уничтожено нацистами. Отец Кирова погиб, а мать после войны вернулась на родину. Предки Липмана по материнской линии жили в Лиепае (Либаве) с XVIII века.
После окончания восьми классов во 2-й средней школе г. Лиепаи Киров поступил в техникум, учился и работал. Затем поехал получать высшее образование в Ленинград. В 1975 году окончил Ленинградский институт инженеров железнодорожного транспорта, а также Латвийский университет, по специальности инженер-экономист.
После института начал работать мастером на заводе «Коммутатор», затем на производственном объединении VEF начальником участка, начальником отделения, заместителем начальника вычислительного центра, затем начальником базового вычислительного центра.
В 1987 году организовал кооператив VEF-Radio, где и заработал свой первый миллион, выиграв тендер на поставку электронного табло для проведения Чемпионата Европы по спортивной гимнастике в Минске (1987). В 1991 году Липман зарегистрировал своё первое частное предприятие — ООО «Liplat».
В 1996 году приватизировал завод «Liepājas Metalurgs», в 1996—2002 годах являлся президентом предприятия.
В 2001 году Киров Липман был избран депутатом Лиепайской городской думы по объединённому списку Народной партии, «Латвийского пути» и ХДС.
В 2003 году Липман приобрел контрольный пакет АО «Grindeks» и по настоящее время является председателем его совета. Принимал завод Липман с убытками в 900 тысяч латов и долгом в 9 млн. Всемирному банку, практически вcлепую, поскольку никаких стандартных процедур due diligence покупатель не потребовал. Придя к руководству, он предпринял несколько стратегических шагов, в частности, создал предприятие «Гриндекс Рус», занимающееся оптовой и розничной торговлей фармацевтическими и медицинскими продуктами, а также регистрацией лекарств и маркетингом фармпрепаратов в Российской Федерации. В 2007 году были полностью выкуплены акции Таллинского фармацевтического завода, которые ранее принадлежали «Grindeks» наполовину, а в 2012 году концерн приобрел словацкое предприятие HBM Pharma s.r.o., чтобы развернуть там выпуск своих препаратов.
«Я взял Grindeks c оборотом 10 млн, сейчас — 100 млн, — подчеркивал Липман в 2016 году. — Инвестировал 70 млн и, может быть, получил 5 млн европейских денег. Завод HBM Pharma в Словакии я купил, когда там работало 42 человека, сейчас — 400».

## Федерация хоккея Латвии
В 1998 году Киров Липман возглавил Федерацию хоккея Латвии и в этом качестве добился проведения в Риге Чемпионата мира по хоккею (2006). Благодаря этому в Риге был построен новый хоккейный холл Arena Riga.
За проведение ЧМ-2006 Киров Липман был признан Человеком года в области спорта в Латвии (Gada balva sportā). В IIHF он был избран в Комитет по стратегическому развитию и стал советником президента федерации Рене Фазеля. Затем Липман пытался еще раз продвинуть кандидатуру Риги для проведения очередного чемпионата, на 2018 год. Эта идея была реализована позже, когда Рига и Минск получили право провести ЧМ-2021.
В 2016 году инициировал установку мемориальной доски в Риге на доме, где жил хоккейный тренер В. В. Тихонов, она была открыта в апреле 2017 года в присутствии учеников и воспитанников Виктора Васильевича.
7 октября 2016 года Липман ушёл в отставку с поста президента Федерации хоккея Латвии, после того как на ежегодном конгрессе ФХЛ её члены проголосовали за отстранение правления ФХЛ в полном составе. На новый срок не баллотировался.

## Награды
В 1998 году удостоен звания «Почетный лиепайчанин» за спасение «Лиепайского металлурга» и поддержку спорта.
12 марта 2000 года стал кавалером высшей награды Латвии — Ордена Трёх звёзд IV степени (Nr.314).
6 июня 2006 года был награждён Почётной грамотой Кабинета Министров Латвии.
2016 год: почётный меценат Латвийской Академии наук.
23 сентября 2017 года удостоен награды Латвийского общества врачей «VALETUDO PATRIAE» («Здоровье для Родины») за вклад в медицинскую науку и развитие здравоохранения, а также поддержку совершенствования квалификации врачей.